# Zagavia, Iași
Zagavia este un sat în comuna Scobinți din județul Iași, Moldova, România.

## Monument istoric
- Biserica „Nașterea Maicii Domnului” (1624), cod LMI IS-II-m-B-04271